# Патернализъм
Патернализъм (на латински: pater – баща) е политика, наподобяваща йерархичната структура в рода и семейството, произтичаща от бащата, тоест наподобяваща или съдържаща патриархат. Разговорно патерналистично отношение означава „покровителствено отношение“ и дори „прекомерно покровителствено отношение“. Тоест това е политика на покровителстване в една или друга област, при което се създават отношения на неравностойно партньорство и/или опека. Това е и също предположението, че по-силният има задължения към по-слабите в обществото. Терминът има различно възприемане и тълкуване, както и различни конотации – положителни или по-скоро негативни. Негативните възприемания на патернализма произтичат основно от положението, че едновременно с опеката се предполага, че съществуващите властови отношения остават неизменни (и неизменими) и особено по-слабите в социален аспект не им се дава възможност за развитие и подобряване на тяхното положение.